# Hauenstein (Pass)

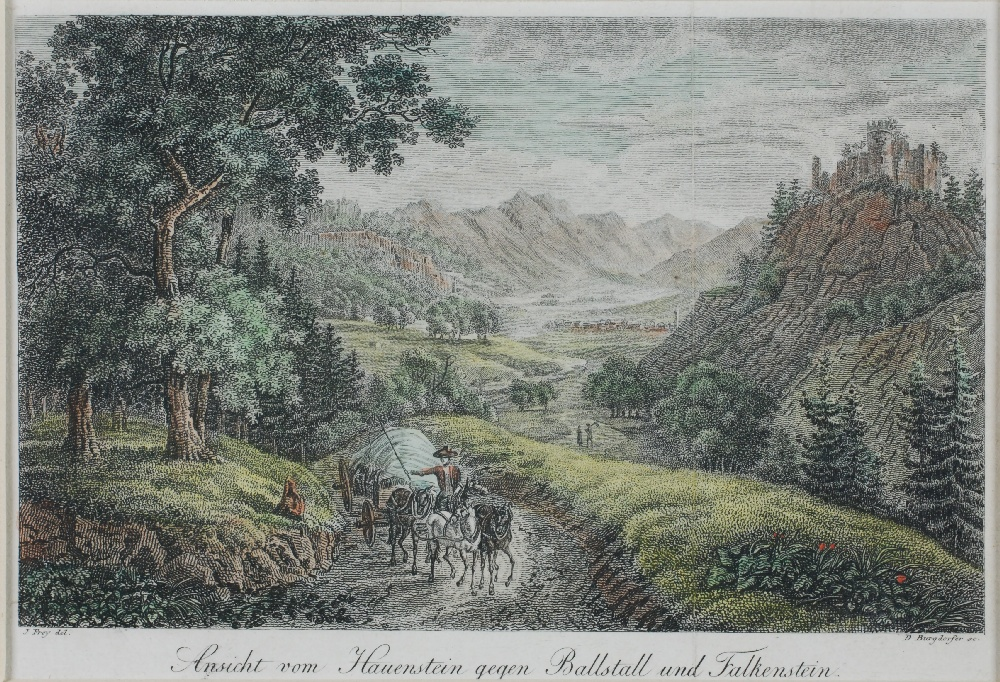
Alte Darstellung des Blicks vom Oberen Hauenstein Richtung Balsthal

Der Hauenstein bezeichnet zwei Jurapassübergänge, die von der Region Basel ins Schweizer Mittelland führen.
Der Obere Hauenstein liegt auf 731 m ü. M. auf der Gemeinde Langenbruck zwischen den Ortschaften Waldenburg und Balsthal an der Hauptstrasse Nr. 12 auf der Strecke zwischen Basel und Solothurn. Diese Route bildete schon im Römischen Reich eine Hauptstrasse, die vom Genferseegebiet an den Rhein führte. (Lage)
Der Untere Hauenstein liegt auf 698 m ü. M. und bildet die Grenze zwischen den Gemeinden Läufelfingen und Hauenstein, an der Hauptstrasse Nr. 2 zwischen Sissach und Olten auf der Strecke zwischen Basel und Olten. Vor der Eröffnung des Belchentunnels der A2 war er einer der wichtigsten Jurapässe im Nord-Süd-Verkehr. (Lage)
Beide Strassenzüge führen in der Nähe der Passhöhen durch tief in den Kalkfelsen eingehauene Hohlwege. Von diesen Baumassnahmen aus einer nicht näher bestimmbaren Zeit im Mittelalter leitet sich der Strassenname ab.